# Sostrato (filosofia)
Il termine sostrato (dal latino substratus, participio passato di substernĕre) significa «steso sotto», ed è la traduzione letterale del termine greco τὸ ὑποκείμενον (tò hypokéimenon) usato per la prima volta da Aristotele nel triplice senso di «ciò che sta sotto».

## I vari significati aristotelici
e cioè sostrato indica:
- la materia come fondamento della forma;
- la sostanza come principio immutabile rispetto agli accidenti;
- il sinolo come unione di materia e forma.

Infine per sostrato si intende nella Logica anche il soggetto, indicante appunto il sub-iectum (ciò che è posto sotto), che non cambia rispetto ai vari predicati che gli si possono riferire.
In particolare Aristotele definisce l'ὑποκείμενον anche quando tratta della sostanza nei suoi quattro aspetti di 
- essenza
- universale
- genere
- sostrato

indicando quest'ultimo come «ciò di cui sono predicati le altre cose, mentre esso stesso non è mai predicato di altre».

## Evoluzione del termine
Nella storia della filosofia seguente ad Aristotele il termine conserva prevalentemente il significato letterale di «ciò che sta sotto». Per gli stoici il sostrato si identifica con la materia prima e perciò assume consistenza solo in presenza di una qualità reale. Essi teorizzano l'esistenza di un sostrato originario (πρῶτον) prima che assuma una qualunque determinazione, e di un sostrato con qualità determinate e specifiche (τὸ ποιόν).
Nella filosofia latina il termine ὑποκείμενον assume diverse traduzioni (substratum, substantia, subiectum, suppositum) che mantengono il significato letterale di "star sotto" ma variano negli specifici concetti. Si usano anche verbi, aggettivi e sostantivi derivati: substernere, forma substrata, substratio.
Nella scolastica medioevale si ritrova il termine substratum per significare l'individuo nella sua concreta realtà (substratum singulare) 
Nella filosofia moderna con Locke, Leibniz e Berkeley il termine viene fatto coincidere con il significato di soggetto nella sua sostanzialità.